# La Roussière
La Roussière település Franciaországban, Eure megyében. Lakosainak száma 218 fő (2018. január 1.). La Roussière Chamblac, Épinay, Gisay-la-Coudre, Landepéreuse és Saint-Agnan-de-Cernières községekkel határos.

## Népesség
A település népességének változása:
| Lakosok száma | 264  | 217  | 152  | 148  | 197  | 206  | 219  | 209  | 198  | 218  |
|               | 1962 | 1968 | 1982 | 1990 | 1999 | 2008 | 2011 | 2013 | 2017 | 2018 |